# Grand Prix automobile de Lviv 1932
Le Grand Prix de Lviv 1932 est un Grand Prix qui s'est tenu sur le circuit de Lviv le 19 juin 1932.

## Grille de départ
Sur fond rose, les pilotes en classe voiturettes.
| 1re ligne | Pos. 3                 |               | Pos. 2                |                | Pos. 1              |
| --------- | ---------------------- | ------------- | --------------------- | -------------- | ------------------- |
|           | Broschek Mercedes-Benz |               | Caracciola Alfa Romeo |                | Stuck Mercedes-Benz |
| 2e ligne  |                        | Pos. 5        |                       | Pos. 4         |                     |
|           |                        | Sojka Bugatti |                       | Stasny Bugatti |                     |
| 3e ligne  | Pos. 8                 |               | Pos. 7                |                | Pos. 6              |
|           | Ripper Bugatti         |               | Holuj Bugatti         |                | Hartmann Bugatti    |

## Classement de la course
| Pos | no | Pilote            | Écurie          | Châssis            | Tours | Temps/Abandon       | Grille |
| --- | -- | ----------------- | --------------- | ------------------ | ----- | ------------------- | ------ |
| 1   | 6  | Rudolf Caracciola | Privé           | Alfa Romeo Monza   | 66    | 2 h 19 min 53 s 410 | 2      |
| 2   | 5  | Albert Broschek   | Privé           | Mercedes-Benz SSK  | 60    | 2 h 34 min 21 s 495 | 3      |
| 3   | 4  | Laszlo Hartmann   | Privé           | Bugatti T37A       | 58    | 2 h 37 min 5 s 340  | 6      |
| 4   | 8  | Jan Ripper        | Privé           | Bugatti T37A       | 58    | 2 h 38 min 22 s 9   | 8      |
| 5   | 7  | Stanisław Holuj   | Privé           | Bugatti T37A       | 58    | 2 h 38 min 29 s     | 7      |
| 6   | 3  | Bruno Sojka       | Privé           | Bugatti T37A       | 57    | 2 h 42 min 24 s     | 5      |
| Abd | 1  | Hans Stuck        | Daimler-Benz AG | Mercedes-Benz SSKL | 37    | Radiateur           | 1      |
| Abd | 2  | Josef Stasny      | Privé           | Bugatti T35B       | 12    | Accident            | 4      |

- Légende: Abd.=Abandon.

## Pole position & Record du tour
- Pole position : Hans Stuck.
- Record du tour : Rudolf Caracciola en 2 min 2 s 85.